# Associazione Calcio Venezia 1995-1996
Questa voce raccoglie le informazioni riguardanti l'Associazione Calcio Venezia nelle competizioni ufficiali della stagione 1995-1996.

## Stagione
Nella stagione 1995-1996 il Venezia disputa il campionato di Serie B, con 48 punti ottiene il tredicesimo posto. Il torneo inizia con il tecnico Beppe Marchioro sulla panchina. Dopo otto giornate i lagunari sono ultimi soli soletti con 5 punti, si decide di cambiare l'allenatore milanese, al suo posto viene assunto Gianfranco Bellotto che pian piano risale la classifica, al giro di boa il Venezia è intruppato a centro classifica con 26 punti. Nel girone di ritorno gli arancioneroverdi si barcamenano, senza tuttavia riuscire a trovare la giusta cadenza, ma sempre qualche punticino sopra la zona pericolosa. Raffaele Cerbone in questa terza stagione al Venezia, non sale in doppia cifra come fatto in precedenza, si ferma ad 8 centri, pur risultando il migliore dei veneti, lo segue con 7 reti Davide Pellegrini. In Coppa Italia il Venezia nel primo turno elimina ai calci di rigore il Cosenza, nel secondo turno si imbatte nell'Inter che lo supera (0-1) al Penzo.

## Rosa
| N. |                   | Ruolo | Calciatore          |
| -- | ----------------- | ----- | ------------------- |
| 14 | Italia (bandiera) | D     | Fabiano Ballarin    |
| 10 | Italia (bandiera) | C     | Marco Barollo       |
| 30 | Italia (bandiera) | C     | Diego Bortoluzzi    |
|    | Italia (bandiera) | D     | Riccardo Castagna   |
| 20 | Italia (bandiera) | A     | Raffaele Cerbone    |
| 15 | Italia (bandiera) | C     | Domenico Cristiano  |
| 25 | Italia (bandiera) | D     | Francesco Danza     |
| 4  | Italia (bandiera) | D     | Giancarlo Filippini |
| 27 | Italia (bandiera) | C     | Valeriano Fiorin    |
| 16 | Italia (bandiera) | C     | Roberto Fogli       |
|    | Italia (bandiera) | A     | Fabio Lorieri       |
| 21 | Italia (bandiera) | D     | Marco Malagò        |
| 1  | Italia (bandiera) | P     | Andrea Mazzantini   |
| 2  | Italia (bandiera) | D     | Simone Pavan        |

| N. |                   | Ruolo | Calciatore           |
| -- | ----------------- | ----- | -------------------- |
| 11 | Italia (bandiera) | A     | Davide Pellegrini    |
| 18 | Italia (bandiera) | C     | Willy Pittana        |
| 26 | Italia (bandiera) | A     | Stefano Polesel      |
| 29 | Italia (bandiera) | D     | Antonino Praticò     |
| 9  | Italia (bandiera) | A     | Fabrizio Provitali   |
| 12 | Italia (bandiera) | P     | Flavio Roma          |
| 13 | Italia (bandiera) | D     | Mirco Sadotti        |
| 8  | Italia (bandiera) | C     | Giuseppe Scienza     |
| 17 | Italia (bandiera) | D     | Matteo Sogliani      |
| 6  | Italia (bandiera) | D     | Paolo Tramezzani     |
| 7  | Italia (bandiera) | C     | Sebastiano Vecchiola |
| 34 | Italia (bandiera) | C     | Angelo Vernucci      |
| 3  | Italia (bandiera) | D     | Michele Zanutta      |
| 22 | Italia (bandiera) | C     | Mauro Zironelli      |

## Risultati

### Campionato

#### Girone di andata
| Arbitro: | Ercolino (Cassino) |

|  |           |                |
|  | Marcatori | 30’, 41’ Luiso |

| Arbitro: | Rossi (Ciampino) |

|                      |           |  |
| Bresciani 51’ (rig.) | Marcatori |  |

| Arbitro: | Messina (Bergamo) |

|  |           |             |
|  | Marcatori | 85’ Scienza |

| Arbitro: | Tombolini (Ancona) |

|  |           |                                              |
|  | Marcatori | 37’ A. Pirri 51’ Spinelli 53’ (aut.) Sadotti |

| Arbitro: | Rosica (Roma) |

|                                 |           |                    |
| Di Giannatale 28’ Palladini 70’ | Marcatori | 27’ (aut.) Parlato |

| Venezia 1 ottobre 1995 6ª giornata | Venezia             | 0 – 0 | Fidelis Andria | Stadio Pierluigi Penzo\| Arbitro: \| L. Branzoni (Pavia) \| |
| Arbitro:                           | L. Branzoni (Pavia) |       |                |                                                             |

| Arbitro: | Dagnello (Trieste) |

|         |           |               |
| Neri 7’ | Marcatori | 41’ Provitali |

| Arbitro: | De Santis (Tivoli) |

|                                |           |  |
| Strada 8’, 15’ Paci 29’ (rig.) | Marcatori |  |

| Arbitro: | Trentalange (Torino) |

|             |           |             |
| Scienza 17’ | Marcatori | 24’ Tommasi |

| Arbitro: | Borriello (Mantova) |

|           |           |                    |
| Nervo 87’ | Marcatori | 65’ Da. Pellegrini |

| Venezia 5 novembre 1995 11ª giornata | Venezia         | 0 – 0 | Lucchese | Stadio Pierluigi Penzo\| Arbitro: \| Treossi (Forlì) \| |
| Arbitro:                             | Treossi (Forlì) |       |          |                                                         |

| Arbitro: | Braschi (Prato) |

|  |           |                                  |
|  | Marcatori | 18’ Provitali 90’ Da. Pellegrini |

| Arbitro: | Bolognino (Milano) |

|                |           |           |
| Bortoluzzi 70’ | Marcatori | 32’ Biffi |

| Arbitro: | Pellegrino (Barcellona Pozzo di Gotto) |

|           |           |                        |
| Tomei 11’ | Marcatori | 39’ Fiorin 70’ Scienza |

| Venezia 10 dicembre 1995 15ª giornata | Venezia       | 0 – 0 | Cosenza | Stadio Pierluigi Penzo\| Arbitro: \| Lana (Torino) \| |
| Arbitro:                              | Lana (Torino) |       |         |                                                       |

| Verona 17 dicembre 1995 16ª giornata | Chievo            | 0 – 0 | Venezia | Stadio Marcantonio Bentegodi\| Arbitro: \| Bonfrisco (Monza) \| |
| Arbitro:                             | Bonfrisco (Monza) |       |         |                                                                 |

| Arbitro: | Gronda (Genova) |

|                         |           |                 |
| Provitali 12’, 45’, 60’ | Marcatori | 33’ A. Briaschi |

| Arbitro: | Cinciripini (Ascoli Piceno) |

|  |           |                    |
|  | Marcatori | 40’ Da. Pellegrini |

| Arbitro: | Cardona (Milano) |

|                      |           |  |
| Vecchiola 76’ (rig.) | Marcatori |  |

#### Girone di ritorno
| Arbitro: | L. Branzoni (Pavia) |

|                             |           |             |
| Luiso 1’ Criniti 58’ (rig.) | Marcatori | 72’ Cerbone |

| Arbitro: | De Prisco (Nocera Inferiore) |

|             |           |               |
| Cerbone 20’ | Marcatori | 26’ Marazzina |

| Arbitro: | Rodomonti (Teramo) |

|            |           |  |
| Cerbone 9’ | Marcatori |  |

| Arbitro: | Franceschini (Bari) |

|                                             |           |             |
| Grimaudo 9’ A. Pirri 69’ Logarzo 83’ (rig.) | Marcatori | 63’ Cerbone |

| Arbitro: | De Santis (Tivoli) |

|                           |           |                         |
| Cerbone 40’ Vecchiola 68’ | Marcatori | 90’ (rig.) A. Carnevale |

| Arbitro: | Pellegrino (Barcellona Pozzo di Gotto) |

|             |           |                      |
| Mazzoli 25’ | Marcatori | 45’ (rig.) Vecchiola |

| Arbitro: | Pairetto (Nichelino) |

|                                     |           |  |
| Da. Pellegrini 42’ Cerbone 54’, 90’ | Marcatori |  |

| Venezia 24 marzo 1996 27ª giornata | Venezia           | 0 – 0 | Reggiana | Stadio Pierluigi Penzo\| Arbitro: \| Messina (Bergamo) \| |
| Arbitro:                           | Messina (Bergamo) |       |          |                                                           |

| Arbitro: | Treossi (Forlì) |

|                            |           |               |
| De Vitis 45’ Cammarata 85’ | Marcatori | 34’ Zironelli |

| Arbitro: | Bazzoli (Merano) |

|               |           |                |
| Zironelli 64’ | Marcatori | 17’ Pergolizzi |

| Arbitro: | Farina (Novi Ligure) |

|                         |           |  |
| Cardone 7’ Rastelli 29’ | Marcatori |  |

| Arbitro: | Lana (Torino) |

|             |           |  |
| Cerbone 90’ | Marcatori |  |

| Arbitro: | Rosica (Roma) |

|            |           |  |
| Vasari 62’ | Marcatori |  |

| Venezia 5 maggio 1996 33ª giornata | Venezia             | 0 – 0 | Ancona | Stadio Pierluigi Penzo\| Arbitro: \| Ceccarini (Livorno) \| |
| Arbitro:                           | Ceccarini (Livorno) |       |        |                                                             |

| Arbitro: | Ercolino (Ciampino) |

|                                        |           |                    |
| Lucarelli 37’ Marulla 85’ La Canna 90’ | Marcatori | 29’ Da. Pellegrini |

| Venezia 19 maggio 1996 35ª giornata | Venezia          | 0 – 0 | Chievo | Stadio Pierluigi Penzo\| Arbitro: \| Cardona (Milano) \| |
| Arbitro:                            | Cardona (Milano) |       |        |                                                          |

| Arbitro: | Stafoggia (Pesaro) |

|                    |           |  |
| Allegri 90’ (rig.) | Marcatori |  |

| Arbitro: | Quartuccio (Torre Annunziata) |

|                                   |           |                |
| Bortoluzzi 57’ Da. Pellegrini 60’ | Marcatori | 17’, 37’ Nappi |

| Arbitro: | Farina (Novi Ligure) |

|                                |           |                                             |
| Bellini 5’ Biagioni 60’ (rig.) | Marcatori | 1’ Polesel 9’ Bortoluzzi 35’ Da. Pellegrini |

### Coppa Italia
| Arbitro: | Boggi (Salerno) |

|                                                                       |                      |                                                                            |
| Monza L. De Rosa Miceli R. Compagno Zunico Riccio La Canna Gioacchini | Tiri di rigore 5 – 6 | Provitali Scienza Zanutta Tramezzani Ballarin Fogli Zironelli G. Filippini |

| Arbitro: | Braschi (Prato) |

|  |           |                    |
|  | Marcatori | 69’ Roberto Carlos |